# غلامرضا فیاضی
غلام‌رضا فیّاضی (زاده ۱۳۲۸ قم) استاد سطوح عالی فقه، اصول، تفسیر و فلسفه در حوزه علمیه قم، عضو جامعه مدرسین حوزه علمیه قم، عضو هیئت امنای مؤسسه آموزشی و پژوهشی امام خمینی و نماینده مردم استان خراسان شمالی در مجلس خبرگان رهبری است.

## زندگی‌نامه
غلامرضا فیاضی در سال ۱۳۲۸ هجری شمسی در قم متولد شد. وی در کودکی در کنار پدر به پیشهٔ بنایی اشتغال داشت و پس از مدتی به حوزه علمیه قم رفت. همزمان با تحصیل فقه و اصول، در حوزه علوم عقلی به تدریس مشغول بوده است. وی دروس مختلف دورهٔ مقدمات و سطح، بدایه، نهایه، شرح اشارات و اسفار را تدریس کرده است. او در سال ۱۳۹۸ در مجلس خبرگان رهبری در حوزه انتخاباتی استان خراسان شمالی نامزد شد و پیروز این مرحله از انتخابات گردید. او در دوره بعد نیز نماینده این استان در مجلس خبرگان رهبری شد.

### مسئولیت‌ها
- عضو جامعه مدرسین حوزه علمیه قم[۲]
- عضو هیئت علمی مؤسسه امام خمینی متعلق به محمدتقی مصباح یزدی[۲]
- رئیس هیئت مدیره مجمع عالی حکمت اسلامی[۲]
- مدیر مرکز آموزش تخصصی فلسفه اسلامی[۲]
- مدیر گروه فلسفه مؤسسه آموزشی و پژوهشی امام خمینی[۲]
- عضو شورای مدارک حوزه علمیه قم[۲]
- عضو جامعه مدرسین قم[۶]
- رئیس کمیته فلسفه و کلام مدارج علمی حوزه علمیه قم[۲]
- نماینده استان خراسان شمالی در دوره پنجم مجلس خبرگان رهبری[۲]
- نماینده استان خراسان شمالی در دوره ششم مجلس خبرگان رهبری[۵]

## استادان
برخی استادان وی عبارتند از: محمد حسن قاضی‌زاده، باکویی (امام جمعه وقت فریدون‌کنار)، حسن تهرانی، جلیلی، دوزدوزانی، محی‌الدین فاضل هرندی، سید ابوالفضل موسوی تبریزی، هاشم تقدیری سبزواری، نوری همدانی، محمد مؤمن، علی پناه اشتهاردی و فاضل لنکرانی. وی از سال ۱۳۵۱ به مدت چهارده سال در دروس خارج، محمدرضا گلپایگانی، محمدعلی اراکی، مرتضی حائری یزدی، شاه آبادی کاظم قاروبی تبریزی، جواد تبریزی و وحید خراسانی شرکت کرد. استادان وی در بخش علوم عقلی عبارتند از: محمدعلی گرامی، جوادی آملی و محمدتقی مصباح یزدی.

## آثار
1. هستی و چیستی در مکتب صدرایی (تحقیق و نگارش: حسینعلی شیدان شید)، پژوهشگاه حوزه و دانشگاه، ۱۳۸۷
2. تصحیح المنطق تألیف محمد رضا مظفر، جامعه مدرسین حوزه علمیه قم، دفتر انتشارات اسلامی
3. درآمدی بر معرفت‌شناسی (تدوین و نگارش احمد حسین شریفی، مرتضی رضایی)، مؤسسه آموزشی و پژوهشی امام خمینی، ۱۳۸۶
4. پاورقی بر منطق تألیف محمد رضا مظفر، ترجمه علی شیروانی، دارالعلم، ۱۳۷۳
5. تصحیح نهایة الحکمة تألیف علامه طباطبایی، مؤسسه نشر الاسلامی، ۱۳۶۴
6. طالع ماهیات در آسمان هستی: اصالت ماهیت در عین اصالت وجود (تحقیق و نگارش: حسینعلی شیدان شید)، تکثیر در تعدادی محدود
7. تعلیقة علی نهایة الحکمة (در چهار جلد) مؤسسه آموزشی و پژوهشی امام خمینی، ۱۳۷۸–۱۳۸۲
8. علم النفس فلسفی(تدوین و نگارش محمد تقی یوسفی)، مؤسسه آموزشی و پژوهشی امام خمینی، ۱۳۸۹[۹][۱۰]
9. مقاله «وجود ذهنی در فلسفه اسلامی» (معارف عقلی، ش۱)
10. مقاله «حقیقت ایمان از نظر ملاصدرا و علامه طباطبایی» (پژوهشهای فقهی، ش ۱، فروردین ۱۳۸۴)
11. مقاله «علم پروردگار به آفریدگان، پیش از آفرینش» (تنظیم و نگارش: حسین مظفری) (معارف عقلی، ش۱)[۱][۱۱]